# دبی آب زیرزمینی
دبی آب زیرزمینی (به انگلیسی: Groundwater discharge)، میزان جریان حجمی آب زیرزمینی از طریق سفره است.
کل تخلیه آب زیرزمینی، همان‌طور که از طریق یک منطقه مشخص گزارش شده‌است، به‌طور مشابه به صورت زیر بیان می‌شود:
{\displaystyle Q={\frac {dh}{dl}}KA}
جایی که
Q مجموع دبی آب زیرزمینی است ([L 3 · T -1]؛ m 3 / s),
K هدایت هیدرولیکی آبخوان است ([L·T -1]؛ m/s),
dh/dl گرادیان هیدرولیکی است ([L·L -1]؛ بدون واحد)، و
A منطقه‌ای است که آب زیرزمینی از آن عبور می‌کند ([L 2]؛ m 2).